# Tête à Pegnat
Tête à Pegnat är en bergstopp i Schweiz. Den ligger i distriktet Conthey och kantonen Valais, i den sydvästra delen av landet, 80 km söder om huvudstaden Bern. Toppen på Tête à Pegnat är 2 587 meter över havet.